# Federico Faggin
Fredrico Faggin, född  1 december 1941 i Vicenza, Italien, är en italiensk fysiker, ingenjör och uppfinnare, som 1970 tillsammans med Marcian Hoff, Stanley Mazor och Masatoshi Shima utvecklade Intel 4004, som var den första kommersiella mikroprocessorn. Faggin skapade också, när han arbetade på Fairchild Semiconductor 1968, den självjusterade MOS(metalloxid-halvledare)-kiselporttekniken (SGT), som möjliggjorde MOS halvledarminneschips, CCD-bildsensorer och mikroprocessorn. Han hjälpte även till vid utvecklingen av Intel 8008. Tillsammans med Ralph Ungermann grundade han och var sedan VD för Zilog, det första företaget som enbart ägnade sig åt mikroprocessorer, och ledde utvecklingen av Zilog Z80- och Z8-processorerna. Han var senare medgrundare och VD för Cygnet Technologies, och sedan Synaptics.
År 1997 tilldelades han Kyotopriset, som han delade med Hoff, Mazor och Shima.

## Biografi
Federico växte upp i en intellektuell miljö. Hans far, Giuseppe Faggin,  var en forskare som skrev många akademiska böcker och översatte, med kommentarer, Enneaden av Plotinos från grekiska originalet till modern italienska. Federico hade ett starkt intresse för teknik från tidig ålder och gick på en teknisk gymnasieskola i Vicenza, I.T.I.S. Alessandro Rossi. Han senare tog en laureaexamen i fysik, summa cum laude, vid Universitetet i Padua.
Faggin började arbeta på Olivetti som 19-åring. Där var han med och utformade och ledde implementeringen av en liten digital transistordator med 4 K × 12 bitars magnetiskt minne (1960). Olivettis R&D-avdelning utvecklade senare, en av världens första programmerbara elektroniska kalkylatorer för stationära datorer, Olivetti Programma 101 (1964). Efter denna första arbetslivserfarenhet studerade Faggin fysik vid Universitetet i Padua och undervisade i elektroniklaboratoriet för tredje årets fysikstudenter under läsåret 1965–1966. 

## Karriär
År 1967 började Faggin på SGS Fairchild, numera STMicroelectronics, i Italien, där han utvecklade sin första MOS-processteknik för metallportar och designade de två första kommersiella MOS-integrerade kretsarna. SGS skickade honom till Kalifornien 1968. När Fairchild sålde SGS-Fairchild accepterade Faggin ett erbjudande om att slutföra utvecklingen av kiselporttekniken med Fairchild. 

### Fairchild
Silicon-gate-tekniken (SGT) är en av de mest betydande teknikerna som har drivit utvecklingen av mikroelektronik sedan MOSFET. Utan SGT hade den första mikroprocessorn inte kunnat tillverkas 970–1971.
I februari 1968 började Faggin vid i Fairchild Semiconductor i Palo Alto där han var projektledare för MOS silicon-gate-tekniken, en MOSFET med en självjusterad kiselport och uppfinnaren av dess unika processarkitektur. SGTen blev basen till alla moderna NMOS och CMOS integrerade kretsar. Det möjliggjorde skapandet av MOS halvledarminneschips under 1969-1970, den första mikroprocessorn under 1970-1971, och den första CCD och EPROM (elektriskt programmerbart skrivskyddat minne) med flytande kiselportar (1970-1971). SGT ersatte den etablerade aluminiumport MOS-tekniken och antogs över hela världen inom 10 år, vilket så småningom gjorde de ursprungliga integrerade kretsarna byggda med bipolära transistorer föråldrade.

### Intel

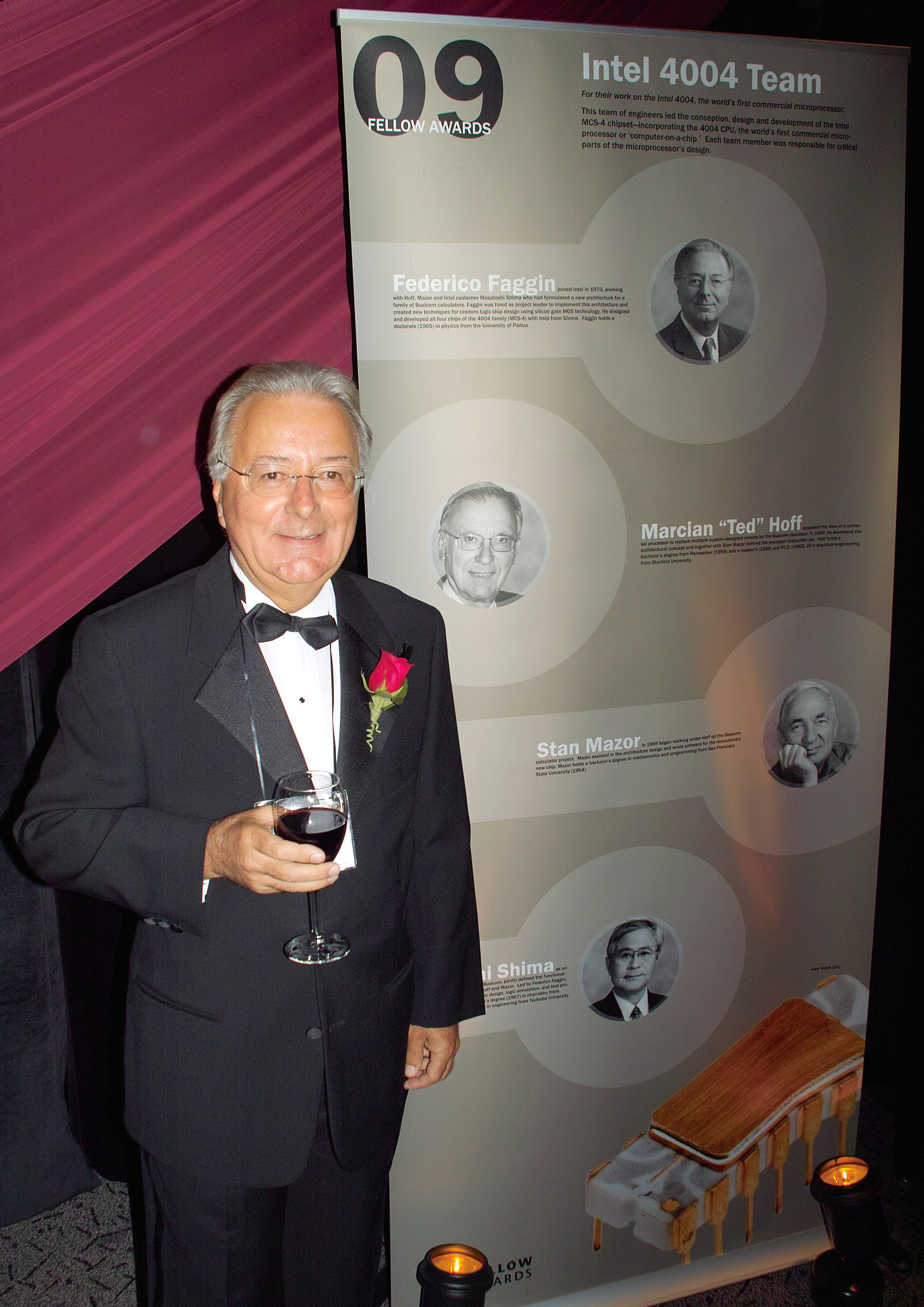
Faggin vid the Computer History Museum's Fellows Award event 2009

Faggin flyttade från Fairchild till Intel 1970 som projektledare och konstruktör för MCS-4-familjen, som inkluderade 4004, världens första mikroprocessor med ett chip. Fairchild utnyttjade inte SGT och Faggin brann för att använda sin nya teknik för att designa avancerade chips.
4004 (1971) möjliggjordes av att den avancerade kapaciteten hos kiselporttekniken (SGT) förbättrades genom den nya slumpmässiga designmetodiken för logikchip som Faggin skapade hos Intel. Det var denna nya metodik, tillsammans med hans flera designinnovationer, som gjorde det möjligt för honom att passa in mikroprocessorn i ett litet chip. 
Konstruktionsmetoden skapad av Faggin användes för implementeringen av alla Intels tidiga mikroprocessorer och senare även för Zilogs Z80.
Intel 2102A är en omkonstruktion av Intel 2102:s statiska RAM, där Faggin för första gången introducerade för Intel utarmningsbelastningen, som kombinerar kiselporttekniken med jonisk implantation. Konstruktionen gjordes mot slutet av 1973 av Faggin och Dick Pashley. 2102A var 5 gånger snabbare än 2102, vilket öppnade en ny inriktning för Intel.

### Zilog
Zilog, som var det första företaget som helt ägnade sig åt mikroprocessorer, startades av Faggin och Ralph Ungermann i november 1974. Faggin var Zilogs VD och koncernchef fram till slutet av 1980 och han utformade och konstruerade Z80 CPU och dess familj av programmerbara kringutrustningskomponenter. Han var också med och konstruerade CPU vars projektledare var Masatoshi Shima. Z80-CPU var en av huvudsaklig förbättring över 8080:en, men behöll programvarukompatibilitet med den. Z80-CPU hade en betydligt bättre busstruktur och avbrottsstruktur än 8080 och kunde samverka direkt med dynamiskt RAM-minne, eftersom den inkluderade en intern minnesuppdateringsstyrenhet. Z80 användes i många av de tidiga persondatorerna, liksom i videospelsystem som MSX, ColecoVision, Sega Master System och Game Boy. Z80 var fortfarande i volymproduktion under 2017 som en kärnmikroprocessor i olika system på ett chip.
Zilog Z8-mikrostyrenheten (1978) var en av de första mikrokontrollerna med ett enda chip på marknaden. Den integrerade en 8-bitars CPU, RAM, ROM och I/O-anläggningar, tillräckligt för många kontrollapplikationer. Faggin skapade Z8 1974, strax efter att han grundade Zilog, men bestämde sig sedan för att prioritera Z80. Z8 designades 1976–1978 och var fortfarande i volymproduktion (2017).

### Synaptics
År 1986 var Faggin med och grundade och var VD för Synaptics fram till 1999 och blev ordförande från 1999 till 2009. Synaptics var ursprungligen tillägnad FoU inom artificiella neurala nätverk för mönsterigenkänning, applikationer med analog VLSI. Synaptics introducerade I1000, världens första optiska karaktärsigenkänning med ett chip 1991. År 1994 introducerade Synaptics pekplattan för att ersätta den besvärliga styrkula som då användes i bärbara datorer. Pekplattan antogs i stor utsträckning av branschen. Synaptics introducerade också de tidiga pekskärmarna som så småningom antogs för intelligenta telefoner och surfplattor; applikationer som nu dominerar marknaden. Faggin kom på den allmänna produktidén och ledde en grupp ingenjörer som ytterligare förfinade idén genom många brainstormingsessioner. Faggin är meduppfinnare av tio patent som tilldelats Synaptics. Han är ordförande emeritus i Synaptics.

### Foveon
Under sin tid som VD och koncernchef för Foveon, från 2003 till 2008, återupplivade Faggin företaget och genomförde en ny teknisk och affärsmässig riktning som resulterade i bildsensorer som var överlägsna i alla kritiska parametrar till de bästa sensorerna i tävlingen, samtidigt som han använde ungefär hälften av chipstorleken på konkurrerande enheter. Faggin övervakade också det japanska Sigma Corporations framgångsrika förvärv av Foveon i november 2008.

### Frederico och Elvia Faggin Foundation
År 2011 grundades "Federico och Elvia Faggin Foundation" som stöder vetenskapliga studier av medvetande vid amerikanska universitet och forskningsinstitut. Stiftelsens syfte är att främja förståelsen av medvetandet genom teoretisk och experimentell forskning. Faggins intresse för medvetande har sina rötter i studien av artificiella neurala nätverk på Synaptics, som föranledde hans undersökning om huruvida det är möjligt att bygga en medveten dator eller inte.